# Anke Hartnagel

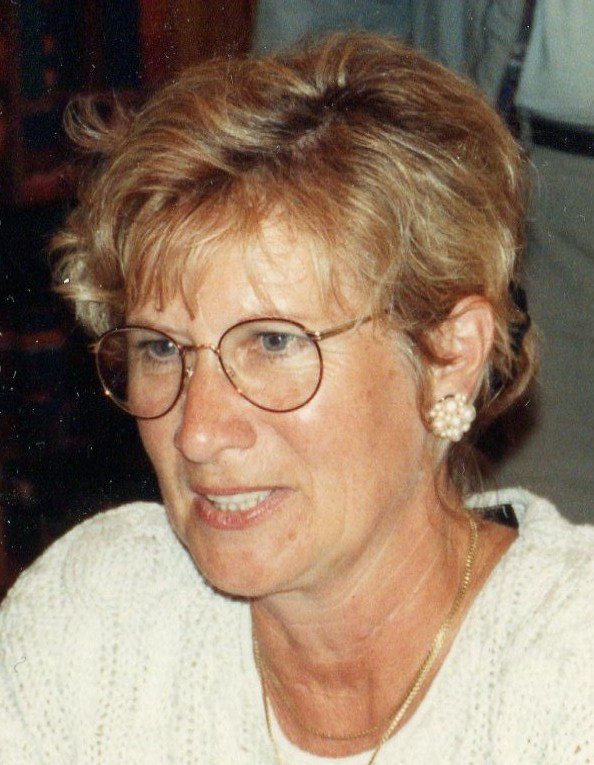
Anke Hartnagel

Anke Hartnagel, geb. Thomsen (* 22. Januar 1942 in Berlin; † 17. April 2004 in Hamburg) war eine deutsche Politikerin und Bundestagsabgeordnete der SPD für den Wahlkreis Hamburg-Nord. Sie war zweimal verheiratet, in erster Ehe mit dem ehemaligen Bürgerschaftsabgeordneten Hermann Scheunemann und hatte zwei Kinder. Sie war gelernte Groß- und Außenhandelskauffrau.

## Leben und Wirken

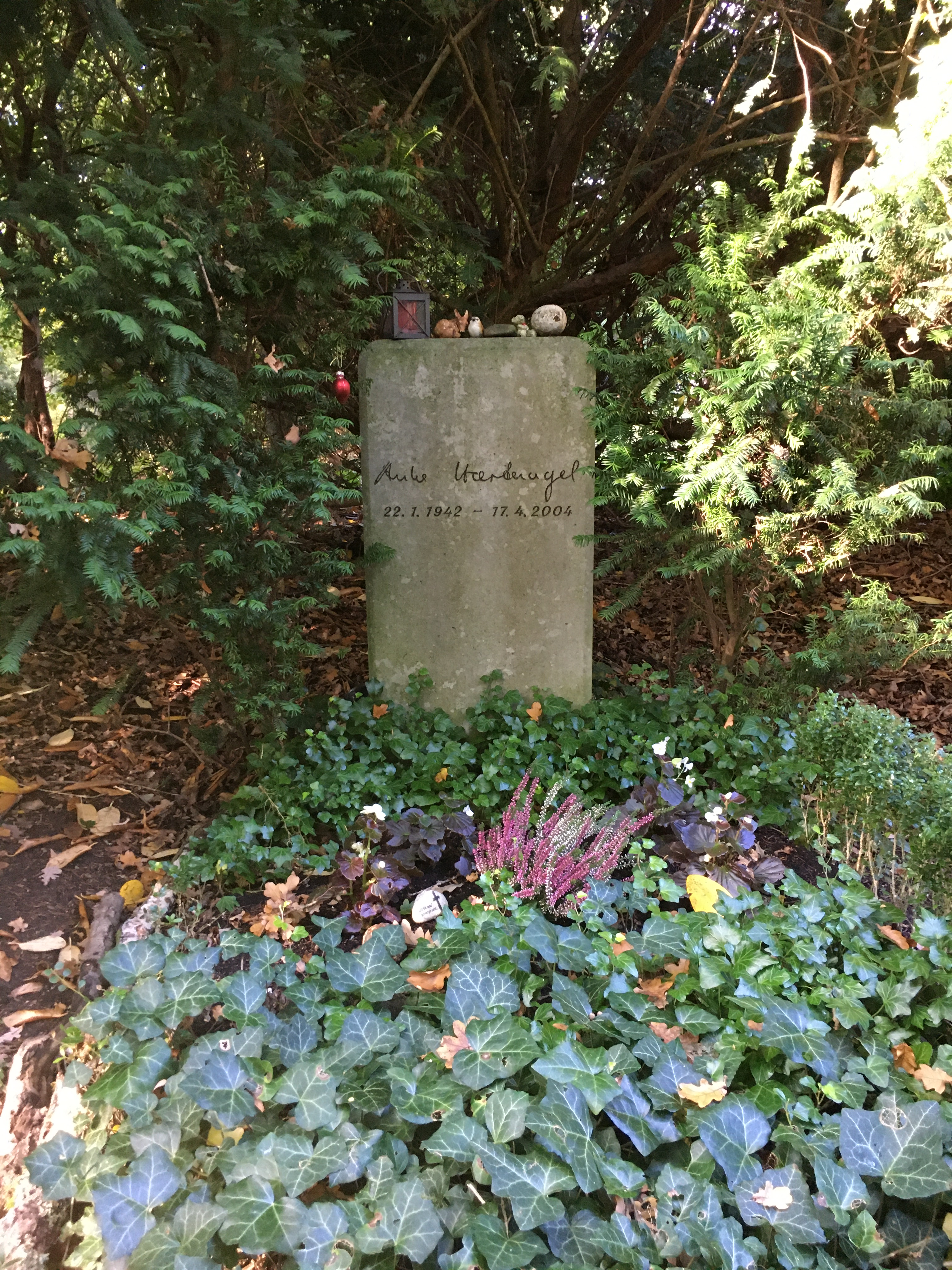
Grabstätte auf dem Friedhof Ohlsdorf

Von 1977 bis 1987 absolvierte sie einen zehnjährigen Auslandsaufenthalt in der Elfenbeinküste, Ecuador, Venezuela und Kolumbien. Sie war engagiert im Umweltbereich und Mitglied von Greenpeace.
Hartnagel trat 1966 in die SPD ein und wurde 1993 in die Hamburger Bürgerschaft gewählt. Sie kandidierte bei der Bundestagswahl 1998 im Bundestagswahlkreis Hamburg-Nord und erhielt das Direktmandat. Kurz darauf erkrankte sie an Krebs. Bei der Bundestagswahl 2002 kandidierte sie erneut und erhielt wieder das Direktmandat. 
Hartnagel verstarb im Alter von 62 Jahren an Krebs. Sie verstarb einen Monat vor dem Zusammentritt der 12. Bundesversammlung, in der sie Mitglied hätte sein sollen. Diese Versammlung wählte Bundespräsident Horst Köhler mit einer Stimme über der absoluten Mehrheit im ersten Wahlgang. Als Überhangmandat konnte Hartnagels Mandat für diese Wahl nicht wiederbesetzt werden.
Anke Hartnagel wurde auf dem Friedhof Ohlsdorf beigesetzt.